# Ivesia purpurascens
Ivesia purpurascens là loài thực vật có hoa trong họ Hoa hồng. Loài này được (S. Watson) D.D. Keck mô tả khoa học đầu tiên năm 1938.